# Dai Tamesue
Dai Tamesue (為末 大, Tamesue Dai), né le 3 mai 1978 à Hiroshima, est un athlète japonais spécialiste du 400 mètres haies.

## Biographie
En 2001, il termina 3e de la finale des championnats du monde 2001 à Edmonton derrière la future gloire de la discipline Felix Sanchez (47 s 49) et l'italien Fabrizio Mori, second en 47 s 54. Il signa à cette occasion le record national de la discipline en 47 s 89 tout comme le fit Mori pour l'Italie.

### Palmarès
| Date | Compétition                    | Lieu     | Résultat | Épreuve     | Performance   |
| ---- | ------------------------------ | -------- | -------- | ----------- | ------------- |
| 1996 | Championnats du monde juniors  | Sydney   | 4e       | 400 m       | 46 s 03       |
| 1996 | Championnats du monde juniors  | Sydney   | 2e       | 4 × 400 m   | 3 min 06 s 01 |
| 1997 | Championnats du monde en salle | Paris    | 6e       | 4 × 400 m   | 3 min 20 s 18 |
| 2001 | Jeux de l'Asie de l'Est        | Osaka    | 2e       | 400 m haies | 49 s 28       |
| 2001 | Jeux de l'Asie de l'Est        | Osaka    | 1er      | 4 × 400 m   | 3 min 03 s 74 |
| 2001 | Championnats du monde          | Edmonton | 3e       | 400 m haies | 47 s 89       |
| 2002 | Jeux asiatiques                | Busan    | 3e       | 400 m haies | 49 s 29       |
| 2005 | Championnats du monde          | Helsinki | 3e       | 400 m haies | 48 s 10       |

### Records
| Épreuve     | Performance | Lieu     | Date         |
| ----------- | ----------- | -------- | ------------ |
| 400 m haies | 47 s 89     | Edmonton | 10 août 2001 |